# Энгель, Фридрих
Фридрих Энгель (нем. Friedrich Engel; 1861—1941) — немецкий математик. Основные труды по теории функций и неевклидовой геометрии.

## Биография
С 1889 г. профессор Лейпцигского университета.
Первым появившимся в печати научным трудом Энгеля было «Lineare partielle Different.-Gleich. z. Ordnung» («Berichte über die Verhandlungen der Kgl. Sächsischen Gesellschaft der Wissen zu Leipz.»). В том же периодическом издании были помещены: «Ueber die Abel’schen Relationen für die Theilwerthe der elliptischen Functionen» (XXXVI, 1884); «Zur Theorie der Zusammensetzung der endlichen continuirlichen Transformationsgruppen» (XXXVIII, 1886); «Ueber die Zurückführung gewisser infinitesimaler Transformationen auf Normalformen» (XL VI, 1894); «Ueber die Endlichkeit der grössten continuirlichen Gruppen, bei denen gewisse Systeme von Differentialgleichungen invariant bleiben» (там же); «Nichteuklidische Geometrie» (L, 1898); «Infinites. Transform, е. Pfaff’schen Gleich.» (LI, 1899); «Ein neues dem linearen Complexe analoges Gebilde» (LII, 1900); «Zur Flächentheorie» (LIII, 1901); «Die höheren Differential-Quotienten» (LIV, 1902); «Theorie der Transformationsgruppen» (вместе с норвежским математиком Софусом Ли, Лпц., 1888—93).
Также составил вместе со Штекелем сочинения «Die Theorie der Parallellinien von Euklid bis auf Gauss. Eine Urkundensammlung zur Vorgeschichte der Nicht-Euklidischen Geometrie» (Лпц., 1895) и «Gauss, die beiden Bolyai u. die nicht-euklidische Geometrie» («Mathematische Annalen», XLIX, 1897).
Знание русского языка в соединении с интересом к неэвклидовой геометрии привело Энгеля к популяризации идей Н. И. Лобачевского в Западной Европе, перевёл на немецкий язык: «Nikolaj Iwanowitsch Lobatschefskij. Rede, gehalten bei der feierlichen Versammlung der kaisertichen Universität Kasan am 22 Oktober 1893 von Prof. A Wassiljef» («Abhandlungen zur Geschichte der Mathematischen Wissenschaften», VII, 1895); «Urkunden zur Geschichte der Nichteuklidischen Geometrie. I. Nik. Iwan. Lobatschewsky. Zwei geometrische Abhandlungen, aus dem Russischen übersetzt, mit Anmerkungen und mit einer Biographie des Verfassers» (Лейпциг, 1899).
В 1897 г. избран в число иностранных действительных членов Казанского физико-математического общества и поместил в издаваемых тем же обществом «Известиях» статьи: «Construction der Parallelen in Lobatschefskij’s Geometries» (VII, 1897) и "Gutachten über das Buch von W. Killing «Einführung in die Grundlagen der Geometrie» (X, 1901). Член-корреспондент Петербургской Академии наук c 04.12.1899 по Физико-математическому отделению (разряд математический).
Напечатал многочисленные рецензии о новых произведениях математической литературы в «Jahrbuch über die Fortschritte der Mathematik», в «Litterar. Centralblatt.», в «Hoffmann’s Zeitschrift für mathematischen und naturwissenschaftlichen Unterricht» и в др. Вместе с некоторыми другими математиками принял деятельное участие в издании «Hermann Grassmann’s gesammelte mathematische und physikalische Werke».